# Università di Ariel
L'Università di Ariel (ebraico: אוניברסיטת אריאל ), conosciuta in precedenza come college pubblico col nome di Centro Universitario Ariel di Samaria è un'università israeliana situata nella città di Ariel in Cisgiordania.

## Personalità legate all'Università di Ariel
- Mel Alexenberg (1937), artista

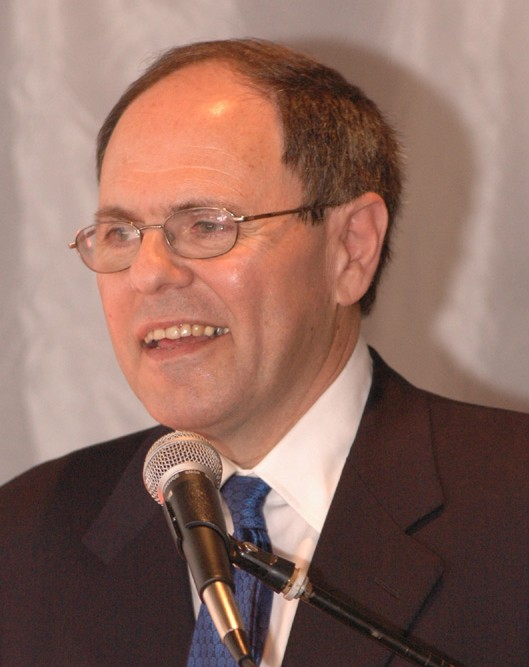
Dani Dayan, ex console generale israeliano a New York

- Edward Bormashenko (1962), capo del laboratorio di polimeri
- Dani Dayan (1955), presidente del consilio Yesha e docente dell'università
- Israel Hanukoglu, professore di biochimica e biologia molecolare ed ex consigliere di Scienze tecnologia del Primo Ministro israeliano
- Ram Karmi (1931-2013), architetto
- Dan Meyerstein (1938), ex presidente dell'Università